# Nejvyšší zemský lékař
Nejvyšší zemský lékař (latinsky protomedicus či protomedicus terrae) byl zemský úřad[zdroj?] v zemích Habsburské monarchie a jejích následnických států. Jeho vykonavatel, případně vykonavatelé, sloužili jako rádci ve věcech zdravotnictví u královského a císařského dvora.

## Vznik úřadu
K nutnosti zřízení úřadu odborného lékaře ve státní správě (tzv. protomedik či protomedicus) z iniciativy zemských sněmů výrazně přispívaly živelné katastrofy (požáry, povodně, neúrody a následné hladomory aj.) i epidemie infekčních nemocí (mor, cholera, tyfus[nepřesný odkaz] aj.) a s nimi související hygienická situace. Prvním takovým úřadem zřízeným v monarchii byl úřad zemského lékaře pro Markrabství moravské roku 1569 zastávaný dvěma lékaři, jedním v Brně, druhým v Olomouci. V Českém království došlo ke zřízení úřadu se sídlem v Praze roku 1571.
Úřad v Rakouském císařství zanikl roku 1850.

## Seznam nejvyšších zemských lékařů Království českého
- 1571–? Tadeáš Hájek z Hájku (asi 1525–1600, první v úřadu)[4]
- 1649–1684 Mikuláš Franchimont z Frankenfeldu (1611–1684)
- 1785–asi 1804 Tadeáš Bayer z Bayerů (1737–1808)[5]
- 1819–1850 Ignác Florian rytíř Nádherný (1789–1867, poslední v úřadu)[6]

## Seznam nejvyšších zemských lékařů Markrabství moravského
- 1569–? Tomáš Jordán z Klausenburku (1540–1585, první v úřadu)
- ?–1659 Jan Stanislav Pešat z Moravan[7]